# 原胸牙蟲屬
原胸牙蟲屬（Protosternum）為水龜蟲科下的一個屬，本屬主要分布於東洋界和新幾內亞。

## 分類學
本屬屬於水龜蟲科陸牙甲亞科（Sphaeridiinae）原胸牙蟲族（Protosternini），該亞科於早白堊紀（約1.4至1.3億年前）分支出來。

## 分布
本屬成員主要分布於東洋界內，僅有一種分布於新幾內亞。原子原胸牙蟲（P. atomarium）原生於斯里蘭卡，但遭到人為引入塞席爾群島。

## 生物學
本屬物種與亞洲的芭蕉科植物具有專一性的伴生關係，可能最主要棲息於香蕉的腐爛莖幹之中。

## 成員物種
- 異特原胸牙蟲 Protosternum abnormale Orchymont, 1913：僅分布於台灣
- Protosternum arunvallense
- 原子原胸牙蟲 Protosternum atomarium
- 海南原胸牙蟲 Protosternum hainanense Fikáček, Liang, Hsiao, Jia & Vondráček, 2018
- Protosternum hammondi
- 馬來亞原胸牙蟲 Protosternum malayanum Fikáček, Liang, Hsiao, Jia & Vondráček, 2018
- Protosternum newtoni
- Protosternum obscurum